# Ravsted
Ravsted (deutsch Rapstedt) ist ein dänischer Ort mit 413 Einwohnern in der Aabenraa Kommune, Region Syddanmark.

## Bildung und Kultur
In Ravstedt befinden sich zwei Schulen, das dänische Ravsted Børneunivers mit Kindergarten und Tagesbetreuung und die Deutsche Schule Rapstedt.
Die weiß getünchte spätromanische Dorfkirche der Ravsted Sogn wurde vermutlich um 1250 errichtet. Der Turm ist aus dem 15. Jahrhundert. Der Staffelgiebel des spätmittelalterlichen Waffenhauses stammt von 1743. Der spätgotische Flügelaltar von etwa 1475 wurde 1985 restauriert.

## Wirtschaft und Verkehr
Im Dorf gibt es einen Supermarkt. Die größeren landwirtschaftlichen Betriebe liegen außerhalb des Dorfkerns.
Mitten durch den Ort verläuft die Sekundärroute 401 Løgumkloster–Tinglev–Sønderborg.
Der sieben Kilometer nordwestlich gelegene Bahnhof Alslev Kro an der Bahnstrecke Bredebro–Løgumkloster–Rødekro wurde 1936 mit der gesamten Strecke Bredebro–Rødekro stillgelegt. Der Bahnhof Bylderup-Bov an der Bahnstrecke Tønder–Tinglev wurde 2001 für den Güterverkehr geschlossen, nachdem der Personenverkehr bereits 1971 endete. Seither ist der Bahnhof von Tinglev an der Bahnstrecke Fredericia–Flensburg die nächste Eisenbahnstation.

## Partnergemeinden
- Rieseby in Schleswig-Holstein

## Söhne und Töchter des Ortes
- Johan Zoëga (1742–1788), dänischer Botaniker, Entomologe und Nationalökonom
- Thorkild Demuth (1927–2017), Schauspieler, Regisseur und Puppenspieler